# Râul Chenab

Râul Chenab situat în bazinul fluviului Indus

Râul Chenab (în sanscrită चंद्रभाग/अक्सिनी, în hindi चनाब, în punjabă ਚਨਾਬ, în urdu چناب) este un râu situat în India și Pakistan. Izvorăște din Munții Himalaya din India, din teritoriile Himachal Pradesh, și curge spre vest străbătând Jammu și Kashmir și centrul provinciei Punjab din Pakistan, pentru a se uni cu Jhelum și a se vărsa în râul Sutlej, important afluent al fluviului Indus. Are aproximativ 965 km lungime și reprezintă sursa de apă pentru un sistem extensiv de irigații și canalizare, fiind unul dintre cele cinci râuri importante ale statului Punjab.
1. ↑  Geographic Names Server, 11 iunie 2018